# Zoo de Saint-Denis
 (avril 2024).
Le zoo de Saint-Denis est un ancien parc animalier français situé à Saint-Denis, sur l'île de La Réunion. Ouvert en 1976 et fermé en 2006, il voisinait avec la piscine du Chaudron dans le quartier du Chaudron. Il accueillait notamment une grande volière hémisphérique.